# Maratona aquática no Campeonato Mundial de Esportes Aquáticos de 2019 - 5 km feminino
Os 5 km da maratona aquática feminina é um dos eventos do Campeonato Mundial de Esportes Aquáticos de 2019 que foi realizado no dia 17 de julho de 2019, em Gwangju, na Coreia do Sul.

## Medalhistas
| Ouro                    | Prata                | Bronze                                 |
| Ana Marcela Cunha (BRA) | Aurélie Muller (FRA) | Hannah Moore (USA) · Leonie Beck (GER) |

## Resultados
A prova foi realizada no dia 17 de julho às 08:00.
| Pos.              | Nadadora                | Nacionalidade  | Tempo     |
| ----------------- | ----------------------- | -------------- | --------- |
| Medalha de ouro   | Ana Marcela Cunha       | Brasil         | 57:56.0   |
| Medalha de prata  | Aurélie Muller          | França         | 57:57.0   |
| Medalha de bronze | Hannah Moore            | Estados Unidos | 57:58.0   |
| 3                 | Leonie Beck             | Alemanha       | 57:58.0   |
| 5                 | Rachele Bruni           | Itália         | 57:58.7   |
| 6                 | Giulia Gabbrielleschi   | Itália         | 57:59.0   |
| 7                 | Ashley Twichell         | Estados Unidos | 58:00.0   |
| 8                 | Hou Yawen               | China          | 58:00.9   |
| 9                 | Lara Grangeon           | França         | 58:01.5   |
| 10                | María Bramont-Arias     | Peru           | 58:09.1   |
| 11                | Sharon van Rouwendaal   | Países Baixos  | 58:11.6   |
| 12                | Angélica André          | Portugal       | 58:11.8   |
| 13                | Paula Ruiz              | Espanha        | 58:11.9   |
| 14                | María de Valdés Álvarez | Espanha        | 58:12.0   |
| 15                | Finnia Wunram           | Alemanha       | 58:12.0   |
| 16                | Špela Perše             | Eslovênia      | 58:12.1   |
| 17                | Anna Olasz              | Hungria        | 58:12.2   |
| 18                | Réka Rohács             | Hungria        | 58:14.8   |
| 19                | Kalliopi Araouzou       | Grécia         | 58:17.2   |
| 20                | Mariia Novikova         | Rússia         | 58:17.3   |
| 21                | Viviane Jungblut        | Brasil         | 58:17.4   |
| 22                | Valeriia Ermakova       | Rússia         | 58:17.5   |
| 23                | Yan Siyu                | China          | 58:17.6   |
| 24                | Kate Sanderson          | Canadá         | 58:17.7   |
| 25                | Alena Benešová          | Chéquia        | 58:17.8   |
| 26                | Julia Arino             | Argentina      | 58:17.9   |
| 27                | Eva Fabian              | Israel         | 58:18.0   |
| 28                | Chantel Jeffrey         | Canadá         | 58:18.1   |
| 29                | Krystyna Panchishko     | Ucrânia        | 59:44.0   |
| 30                | Chloe Gubecka           | Austrália      | 59:50.6   |
| 31                | Martha Sandoval         | México         | 59:51.3   |
| 32                | Michelle Weber          | África do Sul  | 59:54.6   |
| 33                | Mackenzie Brazier       | Austrália      | 59:56.1   |
| 34                | Justyna Burska          | Polónia        | 1:01:33.7 |
| 35                | Eden Girloanta          | Israel         | 1:01:37.1 |
| 36                | Lenka Štěrbová          | Chéquia        | 1:01:39.1 |
| 37                | Liliana Hernández       | Venezuela      | 1:01:39.2 |
| 38                | Sandy Atef              | Egito          | 1:01:39.2 |
| 39                | Paola Pérez             | Venezuela      | 1:01:39.4 |
| 40                | Karolína Balážiková     | Eslováquia     | 1:01:40.6 |
| 41                | Nataly Caldas           | Equador        | 1:01:41.9 |
| 42                | Robyn Kinghorn          | África do Sul  | 1:01:50.0 |
| 43                | Maisie Macartney        | Reino Unido    | 1:01:50.5 |
| 44                | Nip Tsz Yin             | Hong Kong      | 1:02:00.0 |
| 45                | Lourdes Sandoval        | México         | 1:02:00.5 |
| 46                | Ban Seon-jae            | Coreia do Sul  | 1:04:26.9 |
| 47                | Wong Cho Ying           | Hong Kong      | 1:04:39.3 |
| 48                | Lee Jeong-min           | Coreia do Sul  | 1:04:47.0 |
| 49                | Mariya Fedotova         | Cazaquistão    | 1:06:24.0 |
| 50                | Yanci Vanegas           | Guatemala      | 1:06:24.4 |
| 51                | Ana Abad                | Equador        | 1:07:09.3 |
| 52                | Camila Mercado          | Bolívia        | 1:11:17.4 |
| 53                | Merle Liivand           | Estónia        | 1:11:19.5 |
| 54                | Genesis Rojas           | Costa Rica     | 1:12:55.7 |